# Provokation
Provokation (v. lat. provocare ‚hervorrufen‘, ‚herausfordern‘) bezeichnet das gezielte Hervorrufen eines Verhaltens oder einer Reaktion bei anderen Personen. Hierbei agiert der Provokateur bewusst manipulativ oder unbewusst in einer Weise, dass die provozierte Person oder Personengruppe ein tendenziell erwünschtes Verhalten zeigt.

## Herkunft des Begriffs
Der Begriff (lat. provocatio) geht auf das römische Recht zurück und bezeichnete in der Antike eine juristische Berufung an die Volksversammlung, die jedem römischen Bürger zustand, der von einem Staatsbeamten zur Todes- oder Prügelstrafe verurteilt worden war (siehe Provokationsrecht). Der Begriff hat jedoch im Laufe der Zeit eine deutliche Wandlung erfahren und wird heute in unterschiedlichen Bereichen sehr abweichend benutzt.

## Alltagsbegriff
Als Provokation bezeichnet man eine im Alltag häufige Verhaltensweise, die mit Übertreibungen, Regelverletzungen (z. B. normenverletzendem Verhalten, Devianz) einhergeht und die den Provozierten gezielt zu Verhaltensweisen anregen soll. Provoziert werden ebenfalls Regel- und Normverletzungen, aber auch zielungerichtete Verhaltensweisen. Grund, Zweck und Zielrichtung von alltäglichen Provokationen sind allgemein weit gefasst.
Provokationen können auch dazu eingesetzt werden, sich von anderen Menschen abzugrenzen oder um Situationen eskalieren zu lassen, etwa bei Demonstrationen, Streiks usw. Personen, die im Staatsauftrag gesetzwidrige Handlungen provozieren sollen, bezeichnet man als Agent Provocateur.

## Medizinischer Begriff
In der Medizin versteht man unter Provokation gezielte Tests, bei denen bestimmte Reize Symptome einer vermuteten Erkrankung hervorrufen sollen. Beispiele hierfür sind Provokationstests in der Allergologie oder die Photostimulation in der Neurologie.
In der Testpsychologie bezeichnet man als Provokation eine wissenschaftlich vorbereitete Situation, die die zu testenden Personen zum zu untersuchenden Verhalten anregt. Dabei wird das Verhalten erfasst und ausgewertet. So ist die Provokation ein zentraler Bestandteil von projektiven Tests.

## Staatsrecht
Im staatsrechtlichen bzw. militärischen Sinne ist Provokation zu verstehen als „… die Kunst, ein falsches Alibi zu schaffen und die Verantwortung für Entscheidungen anderen Staaten aufzuzwingen. Provokationen werden nur selten untersucht, weil die Quellen fast stets ungenügend und verfälscht sind und weil den meisten Historikern die operative Kenntnis fehlt, ohne welche sie die Knäuel der falschen Angaben nicht zu entwirren vermögen. Durch die Vernachlässigung dieses wesentlichen Themas entsteht aber eine gefährliche Verzerrung des Geschichtsbildes …“. So der US-amerikanische Historiker Stefan S. Possony in einem Kapitel seines Buches Zur Bewältigung der Kriegsschuldfrage unter dem Titel Die hehre Kunst der Provokation.

## Provokation in Kunst und Kreativität
Auch in der Kunst wird Provokation gezielt eingesetzt, so in der Moderne im Futurismus der Jahre um 1910 und seit den 1960er Jahren in den Stilformen von Fluxus und Happening oder etwa bei Performances wie bei den Wiener Aktionisten.
Eine Kreativitätstechnik von Edward de Bono trägt den Namen „(Mentale) Provokation“. Hierbei werden bewusst Eigenschaften einer Sache oder Sachlage verändert, um zunächst widersinnige, realitätsferne oder anders ungewöhnliche Konsequenzen hervorzurufen. Von diesen ausgehend versucht man im Folgenden, neue Ergebnisse zu erhalten.

## Zwischenstaatlich
Staaten erheben den Vorwurf der Provokation bei vorgefallenen Handlungen durch nicht freundlich gesinnte Staaten, oft an Land- oder Seegrenzen.
Umgekehrt verwendet die russische Propaganda und das offizielle Russland das Wort ‚Provokation‘ als standardmäßige Floskel beim Abstreiten von Sachverhalten, so verwendete Verteidigungsminister Sergei Schoigu im März 2014 die Wertung ‚Provokation‘, als ihm Bilder des russischen Kriegsgerätes der angeblich „unbekannten“ Soldaten auf der Krim vorgehaltenen wurden. Später bestätigte Präsident Putin, dass dies Soldaten der russischen Streitkräfte waren. Auch der Abschuss des Linienfluges MH17 soll eine ‚Provokation‘ gewesen sein, womit Verschwörungslegenden etabliert wurden. 2022 wurden diverse russische Vorwürfe einer ‚Provokation‘ ein „bekanntes Muster“ genannt.